# Fissistigma glaucescens
Fissistigma glaucescens är en kirimojaväxtart som först beskrevs av Henry Fletcher Hance, och fick sitt nu gällande namn av Elmer Drew Merrill. Fissistigma glaucescens ingår i släktet Fissistigma och familjen kirimojaväxter. Inga underarter finns listade i Catalogue of Life.